# Sarcófago de Ahiram
El Sarcófago del rey Ahiram es el sarcófago de un rey fenicio de Biblos (hacia 1000 a. C.), descubierto en 1923 por el arqueólogo francés Pierre Montet en la tumba V de la necrópolis real de Biblos y expuesto en el Museo Nacional de Beirut. Ahiram no está atestiguado en ninguna otra fuente del Antiguo Oriente, aunque algunos científicos han sugerido una posible conexión con el rey contemporáneo Hiram mencionado en la Biblia hebrea.
El sarcófago es famoso por sus esculturas en bajorrelieve y sus inscripciones en idioma fenicio, considerado el primer ejemplo conocido del alfabeto fenicio completamente desarrollado y una de las cinco inscripciones reales de Biblos conocidas. Para algunos estudiosos representa el terminus post quem de la transmisión del alfabeto a Europa.

## Descubrimiento

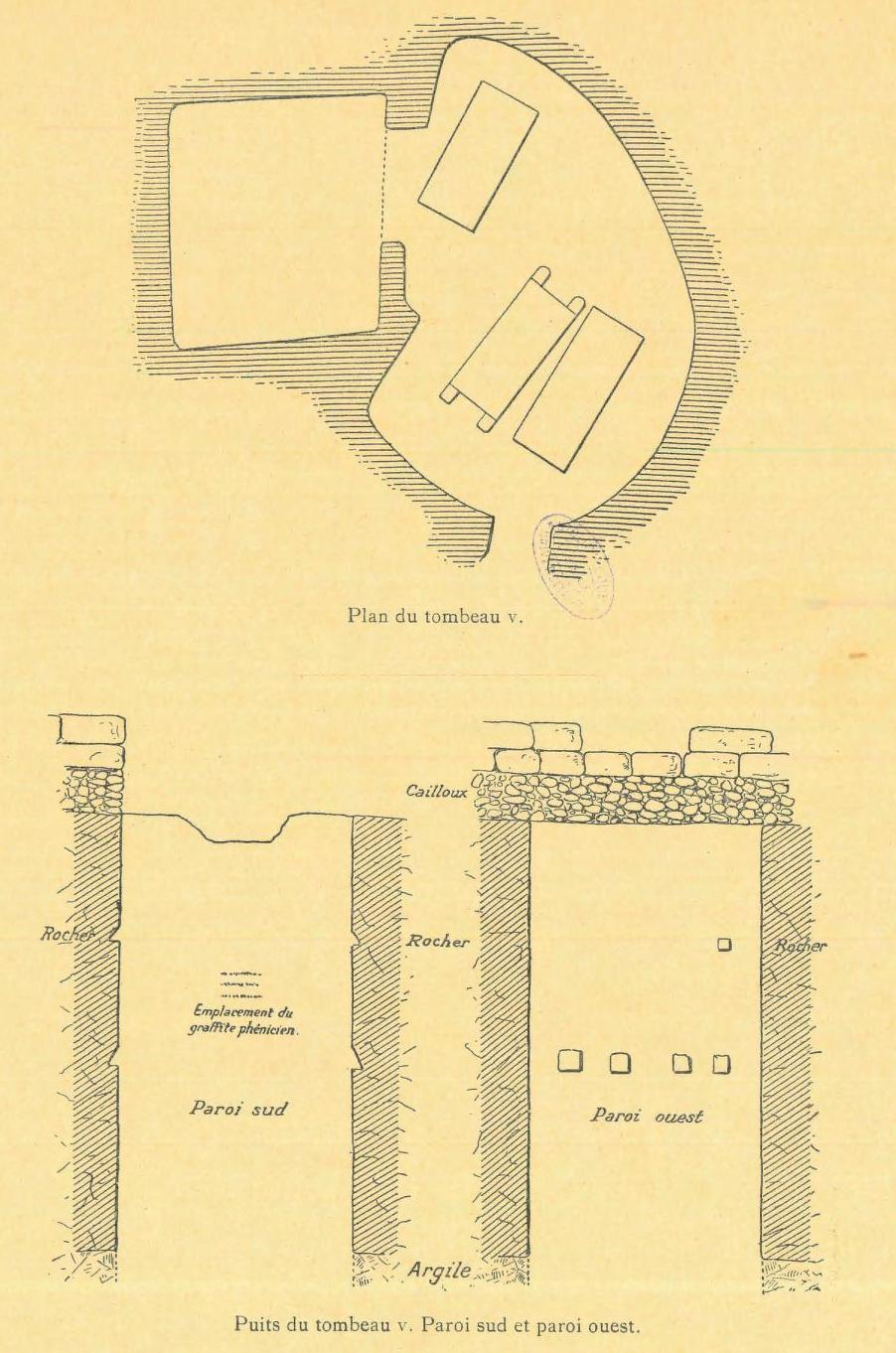
Tumba V

El sarcófago fue encontrado después de un deslizamiento de tierra en los acantilados que rodean Biblos, en el actual Líbano, a finales de 1923, el que reveló la existencia de una serie de tumbas reales fenicias. La tumba de Ahiram (explorada como 'Tumba V' ) se encontraba a 10 metros de profundidad.

## Sarcófago

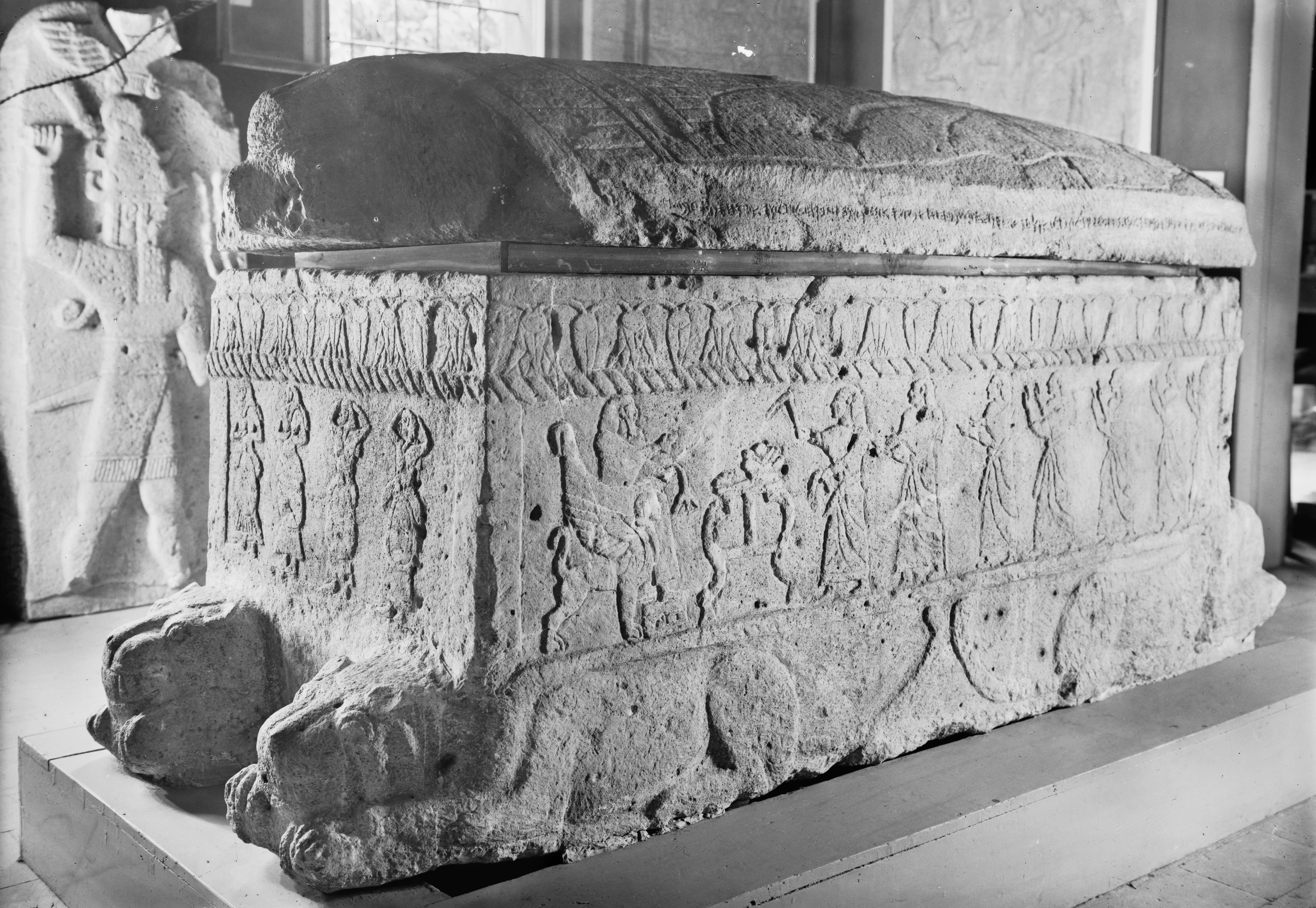
Sarcófago.

El sarcófago de Ahiram fue descubierto por el arqueólogo y egiptólogo francés Pierre Montet en 1923 en Jbeil, el histórico Biblos.
Las dimensiones del sarcófago de Ahiram son: 3 metros (m) de longitud, 1,11  m de ancho y 1,40 m de altura (incluyendo la tapa).
Sus laterales tallados en bajorrelieve lo convierten en «el principal documento artístico de la Edad del Hierro temprana» en Fenicia.
Ciertos artículos relacionados con el sarcófago lo datan en la Edad del Bronce Final, pero otros apoyan una datación más temprana, concretamente en el siglo XIII a. C. o atestiguan la reutilización de una tumba de pozo temprana en el siglo XI a. C.. 
La escena principal del lateral representa a un rey sentado en un trono tallado con esfinges aladas. Una sacerdotisa le ofrece una flor de loto.

La representación de las figuras y el diseño del trono y la mesa muestran fuertes influencias asirias. La ausencia total de objetos egipcios de las dinastías XX y XXI en Fenicia contrasta fuertemente con la reanudación de los lazos fenicio-egipcios en la Dinastía XXII de Egipto.

En la tapa hay dos figuras masculinas enfrentadas con leones sentados entre ellas. Estas figuras han sido interpretadas por Glenn Markoe como representanciones del padre y el hijo a los que se hace alusión en la inscripción.

## Los bajorrelieves

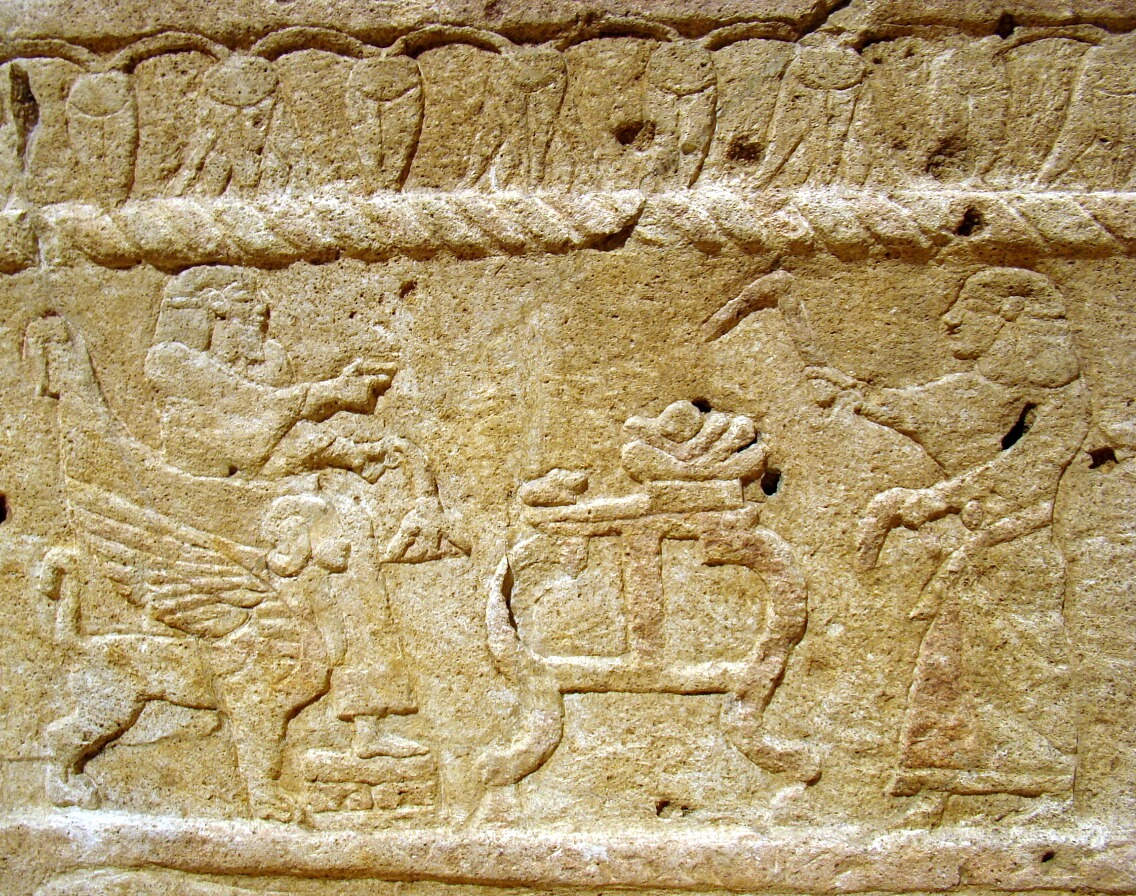
Bajorrelieve lateral del sarcófago. Color natural.

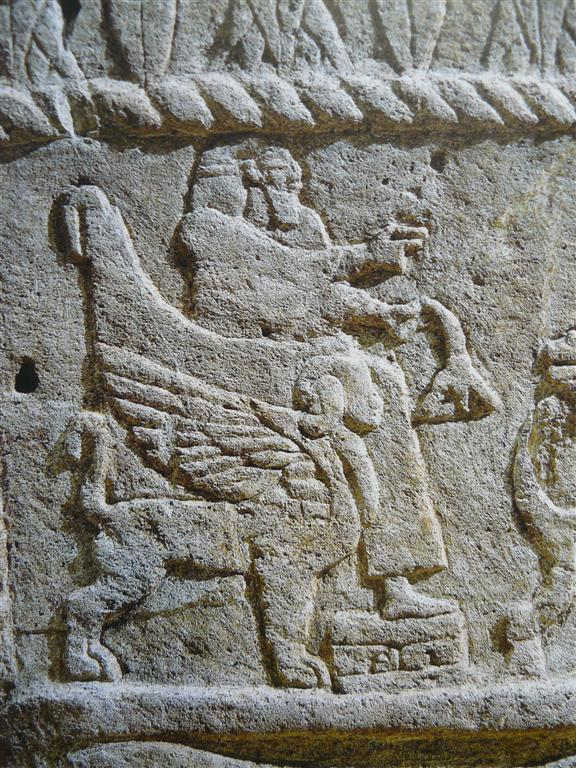
Bajorrelieve del sarcófago.

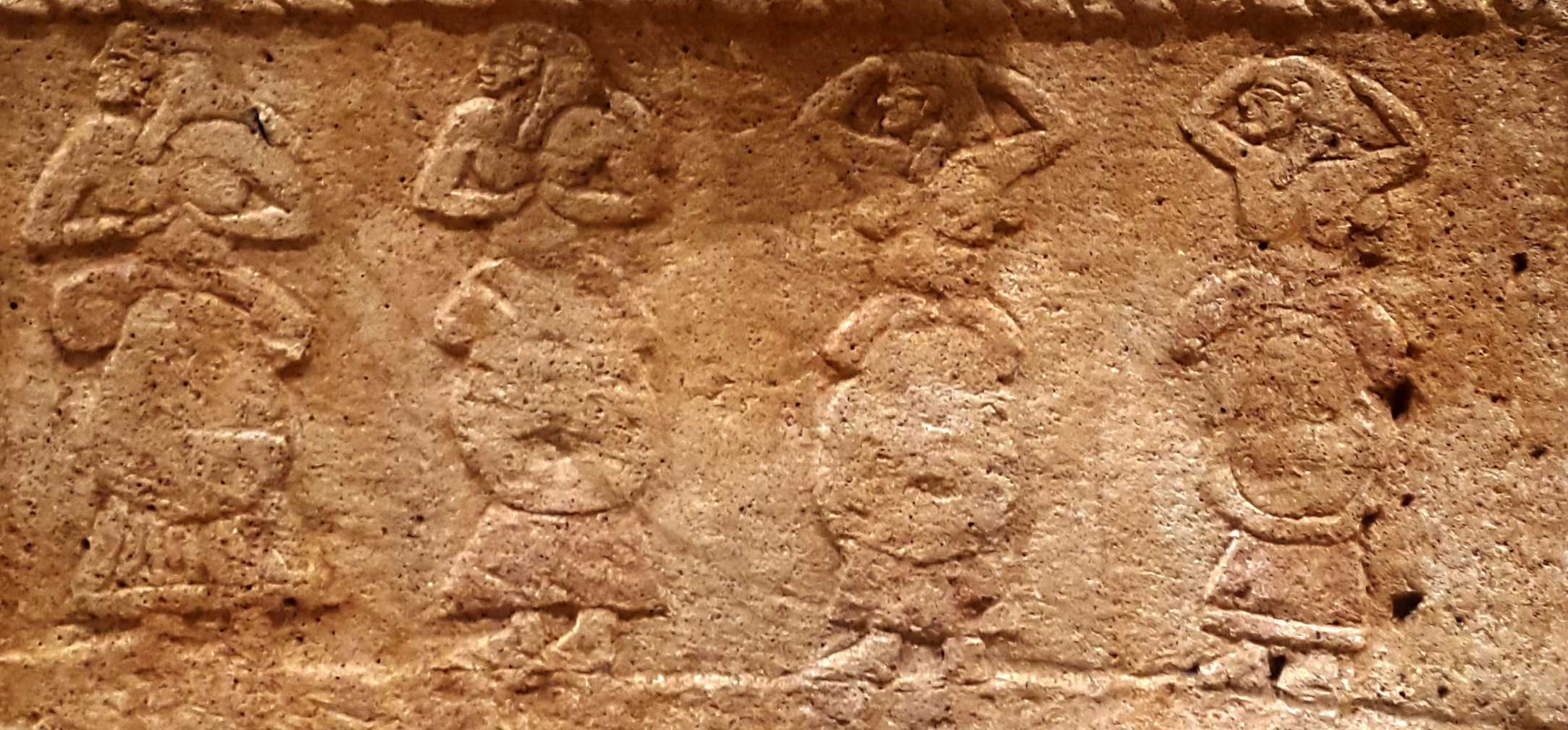
Frontal.

La escena principal representa a un rey sentado en un trono tallado con esfinges con alas. Una sacerdotisa le ofrece una flor de loto. En la tapa del sarcófago dos figuras masculinas se enfrentan con leones sentados entre ellas. La representación de las figuras y el diseño del trono muestran fuertes influencias asirias.

## Inscripciones
En el borde y la tapa del sarcófago se encuentra una inscripción de 38 palabras. Está escrita en el antiguo dialecto fenicio de Biblos y es el más antiguo testimonio del alfabeto fenicio de tan gran longitud descubierto hasta la fecha.
Según la reciente reedición de las inscripciones de Ahiram por Reinhard G.Lehmann, la traducción de la inscripción del sarcófago dice lo siguiente:

Este ataúd lo hizo [It] tobaal, hijo de Ahirom, rey de Biblos, para Ahirom, su padre, mientras lo depositaba para la eternidad. Y si cuando un rey entre los reyes [cualquier rey] o un gobernador entre los gobernadores o un comandante de un ejército [gobernara] sobre Biblos; y descubra este ataúd - [entonces] se romperá el cetro de su magistratura, el trono de su realeza se derrumbará, y la paz y la tranquilidad se alejarán de Biblos. Y en cuanto a él, si borra esta inscripción, su manto real será rasgado.

Las fórmulas de la inscripción fueron inmediatamente reconocidas como de naturaleza literaria, y el corte seguro de las letras arcaicas sugirió a Charles Torrey una forma de escritura ya de uso común. Se ha aceptado extensamente la fecha del siglo X a. C. para datar la inscripción.
A mitad de camino del cementerio se encontró otra pequeña inscripción incisa en la pared sur. Se interpreta como una advertencia para no seguir adelante, pero ahora se entiende como parte de algún ritual de iniciación que permanece desconocido en detalle. En él se lee:
Respecto al conocimiento: 

aquí y ahora sé humilde (¡tú mismo!)

<En> este sótano!

## Rey Ahiram
Ahiram (Fenicio: 𐤀𐤇𐤓𐤌 ) no está atestiguado en ninguna otra fuente del Antiguo Oriente.
Fue sucedido por su hijo Ithobaal I, que es el primer gobernante en ser llamado explícitamente Rey de Biblos.